# Nemeshetés, Zala
Nemeshetés  este un sat în districtul Zalaegerszeg, județul Zala, Ungaria, având o populație de 251 de locuitori (2011). 

## Demografie
Componența etnică a satului Nemeshetés
     Maghiari (98,38%)
     Romi (1,62%)
Componența confesională a satului Nemeshetés
     Romano-catolici (80,08%)
     Fără religie (4,78%)
     Reformați (1,2%)
     Necunoscută (13,94%)
     Alte religii (2,39%)
Conform recensământului din 2011, satul Nemeshetés avea 251 de locuitori. Din punct de vedere etnic, majoritatea locuitorilor (98,38%) erau maghiari, cu o minoritate de romi (1,62%).  Din punct de vedere confesional, majoritatea locuitorilor (80,08%) erau romano-catolici, existând și minorități de persoane fără religie (4,78%) și reformați (1,2%). Pentru 13,94% din locuitori nu este cunoscută apartenența confesională.